# おけさねこ
おけさねこは、新潟県佐渡市を舞台とする昔話。
佐渡おけさの由来譚でもある。実際の由来については佐渡おけさの項目参照。

## あらすじ
佐渡島（現：佐渡市）の小木に、老夫婦と飼い猫の「あさ」が住んでいた。夫婦はあさを娘同然にかわいがっていた。蕎麦屋を営んでいた二人だが、人が好すぎるがゆえに借金を背負い、店をたたんで住み慣れた土地を離れなければならなくなった。あさを連れていくことはできない。あさもそのことを察してか、寂しそうに姿を消したのだった。
その夜、若い娘が二人を訪ねてきた。娘は「けさ」と名乗り、蕎麦屋で働かせてほしいという。申し出を断ると、けさは小判を差し出し、この金を元手に店を再開してはどうかと提案してきたのである。金を借りて店を再開したところ、けさはよく働き、歌も歌って客に聞かせた。歌は評判となり、歌に合わせて踊る者も出始めた。蕎麦屋は繁盛し、けさの歌も島中に広がっていった。
そんなある日、けさが朝起きてこないのに気付いた夫婦は、部屋をのぞいてみた。するとそこには、猫のあさが、冷たくなって倒れていたのである。あさがけさに姿を変えていたのだと気付いた夫婦は涙を流し、あさを手厚く葬った。それからも、けさの歌は「おけさ節（佐渡おけさ）」と呼ばれ、歌い継がれていったのである。

## バリエーション
現代に伝わるおけさねこのストーリーは、どれもおおむね上記のような、猫が恩返しをして店が栄え、佐渡おけさが歌い継がれるという流れであるが、以下のような差異も見られる。
- 夫婦がもとは魚屋だったが、けさの助言で蕎麦屋なった[2]。
- 老夫婦の職業が明かされず、最初から飼い猫が二人の前で女性に変身してみせたうえで、歌い踊って金を稼ぐ[3]。
- 店が危機に陥る理由は借金ではなく商売敵が現れたためである。また、ラストにあさが命を落とすことがない[4]。

なお、タイトルについて、偕成社出版の『新潟県の民話』においては「おけさの歌」と紹介されている。